# Килим
Килим е тъкано подово покритие, изработено от текстил. Килимът за първи път се появява в Персия (днешен Иран). В превод думата килим (gelim, گلیم) означава „грубо одеяло“. Най-често използваният материал е вълна, но се срещат и направени от памук, лен, коприна, коноп, юта или изкуствени влакна. Тъкат се на вертикални или хоризонтални станове на ръка.
Формата им е правоъгълна, рядко кръгла.
Чергата е вид килим, но шарките ѝ са във вид на ивици, много по-обикновени, и се изработва от по-евтини материали. Като правило е и много по-тясна и по-дълга от килима.